# 内海文化・QRの現金5万円入りのハンドバッグ
内海文化・QRの現金5万円入りのハンドバッグ（うつみぶんか・キューアールのげんきんごまんえんいりのハンドバッグ）は、文化放送のポッドキャスティングサービス「Podcast QR」で配信されているインターネットラジオ番組である。

## 概要
文化放送アナウンサーの寺島尚正（2018年9月29日以降はJCM所属のフリーアナウンサー）・太田英明が、番組の裏話・放送の裏側等、本音を語る。内海文化が寺島で、内海QRが太田（内海好江門下）。
番組プロデューサーが居なかった時期もあり、文化・QRの2人だけで録音機材を操作し番組を制作したこともあった（この頃配信された放送は音声にバラつきがある）。配信開始当初はBBQR（2013年3月で運営を終了）で配信されていたが、2005年9月からはPodcast QRでも配信されるようになる。
隔週金曜日に更新。2020年3月27日配信分をもって、更新を休止している。
オープニングは、まず、内海文化が『ハイどうも内海文化でございます』と決まって言う。

## 番組に出たゲスト
- 角谷浩一（政治ジャーナリスト）1回 2006年9月22日配信
- 高尾益博（文化放送記者）2回 2007年2月9日、2008年9月19日配信